# Pape Diop
Pape Moustapha Diop (Dakar, 1º gennaio 1996) è un cestista senegalese.

## Carriera
Con il Senegal ha disputato i Campionati mondiali del 2019 e i Campionati africani del 2021.